# Out of the Shadow (film fra 1919)
Out of the Shadow er en amerikansk stumfilm fra 1919 af Emile Chautard.

## Medvirkende
- Pauline Frederick som Ruth Minchin
- Wyndham Standing som Richard Steel
- Ronald Byram som Edward Langholm
- William J. Gross som Woodgate
- Emma Campbell